# Ponte Rosso (Firenze)
Il Ponte Rosso prende nome dall'antico ponte in mattoni rossi sul torrente Mugnone, fuori da porta San Gallo, sostituito nel 1868 con l'attuale costruzione in pietra.

## Storia
Da qui nel 1765 entrò trionfalmente il Granduca Pietro Leopoldo, proveniente da Vienna. Durante la seconda guerra mondiale venne minato come gli altri ponti cittadini, ma una parte rimase in piedi, tanto da essere usato per passare da via Bolognese ai viali di Circonvallazione.
Il Ponte Rosso è opera del Tribolo, della prima metà del XVI secolo e fu ampliato nel 1784.
Si trova presso il Parterre ed è sempre stato un punto di snodo fondamentale per i collegamenti cittadini: verso il centro storico, passando per piazza della Libertà, tramite la direttrice di via San Gallo, verso via Vittorio Emanuele II diretta a Castello e Calenzano (percorso che ricalca il percorso fiorentino pedemontano della Via Cassia), verso la via Faentina, anch'essa di origine pre-romana, verso la via Bolognese che si dirige a nord passando per Trespiano, Pratolino, il Mugello, oltrepassando il crinale al passo della Futa. Per questo Ponte Rosso è centro di un intenso traffico automobilistico. La via che prosegue verso sud fu intitolata al Ponte Rosso nel 1871.